# Louis Gérald Gilles
Louis Gérald Gilles, né le 28 septembre 1967, est un homme politique haïtien.

## Biographie
Né le 28 septembre 1967, Louis Gérald Gilles exerce la profession de médecin.
Membre de Fanmi Lavalas, il est élu sénateur lors des élections générales haïtiennes de 2000, il devient secrétaire de cette chambre.
Après l'assassinat de Jovenel Moïse, il signe les accords politiques de 2021 et de 2022 avec le Premier ministre Ariel Henry. Il est ensuite kidnappé par des gangs en 2023.
En mars 2024, il est désigné membre du Conseil présidentiel de transition, dans le quota du gouvernement Henry. Le 8 mai, les membres du Conseil présidentiel se mettent d'accord sur le principe d'une présidence tournante tous les trois à cinq mois,. Edgard Leblanc Fils sera ainsi remplacé le 7 octobre 2024, successivement par Fritz Jean, Leslie Voltaire puis Louis Gérald Gilles. Par ailleurs, les décisions sont désormais prises à la majorité qualifiée de cinq sur sept. Le 9 mai, Fritz Jean cède son tour à Smith Augustin, qui a proposé de passer à cinq présidences successives pour qu'il puisse lui-même assume le rôle.
Le 2 octobre, l'Office de lutte contre la corruption recommande l'inculpation de Gilles, Vertillaire et Augustin de corruption. Alors que Claude Joseph appelle à la démission d'Augustin, le groupement de Gilles se met d'accord pour le remplacer. Le 7 octobre, une nouvelle résolution du Conseil présidentiel de transition met en place une nouvelle rotation. Leblanc Fils sera remplacé par Leslie Voltaire, puis Fritz Jean et enfin Laurent Saint-Cyr.